# Helmut Hellwig
Helmut Hellwig (* 20. Dezember 1933 in Wanne-Eickel; † 7. Juni 2016 in Herne) war ein deutscher Politiker (SPD).

## Leben
Nach dem Volksschulabschluss absolvierte er eine Lehre bei der Deutschen Bundespost. Er war 1948 bis 1956 Mitglied der Deutschen Postgewerkschaft und ab 1957 Mitglied der Gewerkschaft Öffentliche Dienste, Transport und Verkehr. 1962 bis 1980 war er hauptamtlicher Geschäftsführer und Landesvorsitzender der SJD „Die Falken“. Er war von 1969 bis 1975 Mitglied der Landschaftsversammlung Westfalen-Lippe. In der Zeit von Mai 1987 bis 1999 war er Vorsitzender der LfR-Rundfunkkommission des Landes Nordrhein-Westfalen. In dieser Funktion war er maßgeblich am Aufbau des privaten Rundfunks in Nordrhein-Westfalen beteiligt. Dafür nahm er 2001 das Verdienstkreuz 1. Klasse des Verdienstordens der Bundesrepublik Deutschland durch Staatssekretär Wolfgang Riotte in Düsseldorf entgegen. Er war Vorsitzender des „aktuellen forums“ NRW und des „Bildungs- und Freizeitwerkes Herne e.V.“

## Partei
Hellwig trat 1953 der SPD bei, war bis 1980 stellvertretender Vorsitzender im Unterbezirksvorstand Herne und gehörte bis 1979 dem SPD-Landesvorstand Nordrhein-Westfalen an.

## Abgeordneter
Hellwig war 1964 bis 1975 Stadtverordneter der Stadt Wanne-Eickel und dort 1969 bis 1975 Fraktionsvorsitzender der SPD-Stadtratsfraktion. Dem Landtag von Nordrhein-Westfalen gehörte er vom 26. Juli 1970 bis 31. Mai 1995 an.